# Jessica Thorn
Jessica Thorn (* 16. Dezember 1981 in Kaarina; ⚭ Lagerblom) ist eine ehemalige finnische Fußballspielerin.

## Karriere

### Vereine
In ihrer Vereinskarriere gehörte sie u. a. in der Spielzeit 2005 dem Hauptstadt-Verein HJK Helsinki an, für den sie in der SM-sarja, der seinerzeit höchsten Spielklasse im finnischen Frauenfußball, wirkte und mit ihm diese als Meister abschloss.
Zuletzt war sie im Jahr 2014 für den in Helsinki, im nordöstlichen Stadtteil Pukinmäki, ansässigen Pukinmäen Veto aktiv. In der Naisten Kokkonen, der dritthöchsten Spielklasse, kam sie beim 3:1-Sieg im Heimspiel gegen den FC Honka Espoo zum Einsatz und erzielte die 1:0-Führung in der elften Minute – da bereits unter dem Namen Lagerblom.

### Nationalmannschaft
Thorn bestritt im Zeitraum von neun Jahren 33 Länderspiele für die A-Nationalmannschaft. Sie debütierte am 24. Februar 1999 in Orlando im Bundesstaat Florida bei der 1:3-Niederlage im Freundschaftsspiel gegen die US-amerikanische Nationalmannschaft. Ihr einziges Länderspieltor erzielte sie am 16. März 2000 in Portimão bei der 1:2-Niederlage gegen die Nationalmannschaft Kanadas im letzten Spiel der Gruppe B im Turnier um den Algarve-Cup mit dem Treffer zur 1:0-Führung in der 25. Minute. Ihr zweites Turnierspiel bestritt sie am 9. März 2000 in Montechoro im Spiel um Platz 7 beim 3:0-Sieg über die Nationalmannschaft Portugals.
Des Weiteren kam sie im dritten und vierten Spiel der EM-Qualifikationsgruppe 4 gegen die Nationalmannschaften Dänemarks (1:3) und Russlands (0:3) sowie in den beiden Playoff-Spielen gegen die Nationalmannschaft Schwedens zum Einsatz, die mit 1:5 und 2:5 deutlich verloren wurden.
Am 15. August 2001 wurde die Nationalmannschaft der Niederlande in einem Freundschaftsspiel mit 2:0 bezwungen. Exakt drei Jahre später, am 15. August 2004, bestritt sie ihr erstes von vier Freundschaftsspielen. In Szamotuły wurde die Nationalmannschaft Polens ebenfalls mit 2:0 bezwungen, wie auch am 4. September 2004 in Visp die Schweizer Nationalmannschaft.
Mit der Mannschaft, unter Trainer Michael Käld, nahm sie an der Europameisterschaft 2005 in England teil, kam in allen drei Spielen der Gruppe A sowie am 15. Juni 2005 in Preston bei der 1:4-Halbfinalniederlage gegen die Nationalmannschaft Deutschlands zum Einsatz.
Am 9., 11., 13. und 15. März 2006 bestritt sie abermals vier Turnierspiele um den Algarve-Cup, bevor sie ein letztes Mal am 31. Mai 2007 als Nationalspielerin wirkte. In Kongsvinger spielte sie gegen die Nationalmannschaft Norwegens, von der sich ihre Mannschaft 1:1 unentschieden trennte.

### Sportexperte
Jessica Lagerbom wirkte auch als Sportexpertin für das finnlandschwedische staatliche Fernsehen Svenska Yle.

## Erfolge
- Halbfinalist Europameisterschaft 2005
- Finnischer Meister 2005